# Quercetina 3-O-metiltransferasi
La quercetina 3-O-metiltransferasi è un enzima appartenente alla classe delle transferasi, che catalizza la seguente reazione:
S-adenosil-L-metionina + 3,5,7,3′,4′-pentaidrossiflavone ⇄ S-adenosil-L-omocisteina + 3-metossi-5,7,3′,4′-tetraidrossiflavone
L'enzima è specifico per la quercetina. Enzimi correlati sono in grado di operare la 3-O-metilazione anche di altri flavonoli, come la galangina ed il kaempferolo.